# Il campiello (Wolf-Ferrari)

Il campiello (La Petite Place) est un opéra en trois actes d'Ermanno Wolf-Ferrari sur un livret en italien de Mario Ghisalberti (it). La comédie est basée sur celle du même nom écrite pour le carnaval de Venise de 1756 par le dramaturge vénitien Carlo Goldoni et est chantée dans le dialecte local (sauf pour les deux rôles napolitains).
Considéré comme une comédie lyrique, l'opéra est influencé par Mozart, ainsi que par le dernier opéra de Verdi, Falstaff. Le thème est la vie publique des habitants volages de Venise.

## Premières
Il campiello est créé à la Scala de Milan le 11 février 1936 sous la direction de Gino Marinuzzi, directeur d'opéra Marcello Govoni.
L’œuvre est principalement jouée dans le répertoire italien mais est parfois chantée à l'étranger. Ainsi, le Fujiwara Opera a donné la première japonaise à Tokyo en juillet 1978.